# Багдонас, Валентинас
Валентинас Ионо Багдонас (лит. Valentinas Bagdonas; 29 сентября 1929, дер. Срюба,, Литовская Республика (ныне Игналинский район Литва) — 2009) — литовский и советский композитор, музыкальный педагог, дирижёр. Заслуженный деятель искусств Литовской ССР (1979).

## Биография
В 1956 окончил теоретическое отделение Каунасского музыкального училища. В 1961 году — Литовскую консерваторию. Ученик А. Рачюнаса. С 1958 преподавал теоретические предметы в Вильнюсском культпросветтехникуме, затем в Школе искусств им. М. К. Чюрлёниса.
С 1971 года — ответственный секретарь, с 1979 года — заместитель председателя правления Союза композиторов Литовской ССР.
Ему принадлежат около 900 музыкальных произведений различных жанров. Значительную часть его творчества составляет музыка для детей (около 100 вокальных и более 150 инструментальных произведений, сонаты, циклы для фортепиано, аккордеона, флейты и других инструментов). Он также написал множество произведений для ансамблей и оркестров народных инструментов. Его мелодичные и лирические, а иногда и гротескные композиции отмечены национальным колоритом.
Автор первых в литовской музыке концертов для английского рожка, для бирбине, первых камерно-инструментальных ансамблей для скрипки и альта, для альта с фортепиано, флейты с фортепиано (сонаты), скерцандо для тромбона с фортепиано.
Произведения В. Багдонаса исполнялись на постсоветском пространстве и в других странах (Чехия, Эстония, Польша, Россия, Украина, Узбекистан, Венгрия), а также в Японии, США, Нидерландах, Финляндии, Германии.
Композитор участвовал в фестивалях «Музыкальная осень», был одним из инициаторов и организаторов конкурса детской песни «Dainų dainelė». Автор статей и книг о литовской музыке.
В. Багдонас был удостоен 13 премий в Литве за свои вокальные и инструментальные композиции.

## Избранные музыкальные сочинения
- для оркестра:
  - Молодёжная симфония (1961),
  - Маленькая увертюра (1959),
  - поэма Вильнюсская мозаика (1973);
- концерты с оркестром:
  - для фортепиано (1963),
  - для трубы (1967);
- для струнного оркестра 
  - концерт (1964),
  - цикл В школе (1968);
- для бирбине с оркестром народных инструментов — концерт (1969);
- для фортепиано — сонатина (1962), Мозаика (1968) и др.;
- для скрипки с фортепиано
  - Импровизация и танец (1970),
  - Легенда (1970);
- для альта с фортепиано — сонатина (1966);
- для тромбона с фортепиано — Скерцандо (1966);
- для органа — Легенда (1966);
- для скрипки и альта — соната (1970);
- для виолончели соло — Импровизация (1966);
- для кларнета соло — Гротеск (1971);
- для смешанного хора и оркестра — Поэма о ржи (сл. Э. Межелайтиса, 1960);
- для смешанного хора с фортепиано — баллада Рыбаки (сл. Э. Межелайтиса, 1963) и др.;
- для голоса с фортепиано — цикл «Ходила девушка» (слова народные, 1972),
- романсы, песни и др.;
- для эстрадного оркестра — пьесы;
- для оркестра народных инструментов — пьесы.